# Boheemse adel
Boheemse adel of Tsjechische adel refereert aan de adel in Tsjechië, die historisch is ontstaan in Bohemen, Moravië, Silezië en de Lausitz. Dit gebied is ook bekend als  "de Landen van de Boheemse Kroon" of "de Landen van de kroon van de heilige Wenceslaus". Dit artikel beperkt zich tot de adel van Bohemen en Moravië. Die van Silezië heeft deels het Poolse koningschap als oorsprong, werd in de 13de eeuw deel van de adel van het Heilige Roomse Rijk (Duitse Rijk), in de 16de eeuw kwam ze onder het huis Habsburg, en in de 18de eeuw onder het Pruisische. Zie daarvoor de geschiedenis van Neder-Silezië en Opper-Silezië. De adel in Bohemen en Moravië bleef tot 1919 onder het Habsburgse vorstenhuis en door vele familiebanden deel van de Oostenrijkse adel in ruimere zin. 

## Oorsprong
De Boheemse adelgeslachten gaan terug op de hoofden van de Slavische stammen die zich in de 8ste eeuw in Midden-Europa vestigden. Zij kozen uit hun midden koningen die een centraal gezag in een ruimer gebied konden handhaven. In de 10de eeuw stabiliseerde zich dat in een 'koninkrijk Bohemen'. 
In de 14de eeuw kwamen ook Moravië en Silezië onder het Boheemse koninklijke gezag. Dat had zich intussen gevoegd onder het hogere gezag van de Duitse keizers. Deze oriëntatie op het Duitse Rijk bracht een nieuw, dat wil zeggen een Duits, element in de gelederen van de Boheemse-Moravisch-Silezische adel. De koningen en de hoge adelgeslachten zochten huwelijkspartners onder de adel van Oostenrijk, Beieren en Saksen en Thüringen. In de Praagse hofcultuur en de naamgeving van families en hun bezit werd dat in het toenemend gebruik van het Duits zichtbaar. Ook Tsjechische adelgeslachten gingen zich en hun bezittingen en kastelen met Duitse namen sieren. Adellijken uit de omringende gebieden verwierven ook bezit in Bohemen waaraan ze vervolgens hun eigen Duitse naam gaven. 
In de 16de eeuw was de adel door familiebanden op vele wijzen gelieerd aan adelsgeslachten in de omringende landen, vooral in Saksen, Beieren en Oostenrijk. Overigens kan van de adel eigenlijk niet gesproken worden omdat zij varieerde van magnaten met hoge posities aan het hof, in Praag en  in Wenen tot middelgrote grondbezitters. De eersten bezaten honderden dorpen, tientallen steden en voerden het gezag over tienduizenden burgers en boeren; de kleine adel bezat weinig meer dan een versterkt landhuis of een groot huis in de stad en was heer over een handvol dienaren en boeren. De hoge adel hielden daarentegen een eigen hofhouding op het niveau van die van de Boheemse koningen. Er was sprake van stijging en daling op de adellijke ladder want sommige families verloren hun bezit in een faillissement, en ondernemende telgen wisten hun bezit te vermeerderen door diplomatieke diensten aan het hof, door hun prestaties op het oorlogstoneel of door intelligente huwelijkspolitiek. Na 1620 zou deze sociale mobiliteit op grote schaal toenemen.      
In de loop van de 16de eeuw nam de culturele dominantie van het Habsburgse hof toe, vooral na 1570 in de regeringsperiode van Rudolf II. Die dominantie bracht behalve adel ook kunstenaars uit de Italiaanse en Duitse landen naar Bohemen. De cultuur aan het hof in Praag kreeg een uitgesproken renaissancistisch internationaal karakter en straalde uit naar de hogere adel vooral in Bohemen, hoewel minder in het provinciaalse Moravië. De taal van de hogere adel en het hof werd primair Duits, de 'wereldtaal' van die periode. De lagere adel stelde zich toenemend daartegen te weer en verschanste zich in haar godsdienstig anti-katholiek milieu. Maar de hogere adel kreeg met steun van het hof en de Habsburgers steeds meer gezag, en met name het geslacht Lobkowicz zette zich in voor de contrareformatie. Waar meer dan driekwart van de Bohemers rond het midden van de 16de eeuw zich nog als hussieten of lutheranen bekende, slaagde de Rooms-katholieke kerk er met behulp van de jezuïeten in om tussen 1570 en 1620 de helft van de bevolking terug te winnen, overigens niet zonder druk uit te oefenen.
De spanningen namen door deze verschuiving van de machtsbasis toe en werden nog lang in balans gehouden door diplomatie en wisselende coalitievorming totdat de Hussietische partij de koning passeerde. Zij gaf de voorkeur, buiten de Habsburgers om, aan een niet-katholieke koningskandidaat. Deze machtsgreep mislukte en leidde tot een gewapende confrontatie in de Slag op de  Witte Berg, 1620. De 'revolutionaire' edelen verloren hun militaire positie en een vierde van hen vluchtte naar het buitenland. Hun grondbezit werd geconfisqueerd en aan de Kerk en de hofgetrouwe hoge adel toebedeeld, die daarmee hun aandeel aan de Boheemse grond  tot 70% hadden vermeerderd in 1670. Toen was de helft van de adelgeslachten inmiddels verdwenen en vervangen door adel uit Beieren en Oostenrijk. Buitenlandse, en dan vooral Italiaanse, edelen kregen een derde van hun geconfisqueerde goederen goederen toebedeeld als beloning voor hun steun aan Habsburg. Alleen de lagere landadel bleef in de traditionele zin Tsjechisch en hield aan het Tsjechisch als traditionele taal naast het Duits vast. 
In de 19de eeuw kon nauwelijks meer van een Tsjechische adel in nationale zin gesproken worden, wel van een 'Boheemse adel' die deel geworden was van de Habsburgse adel. De begrippen Tsjechisch en Boheems dekten elkaar allang niet meer, zij het dat er in de Tsjechische taal nooit een onderscheid tussen heeft bestaan.

## Nationale revoluties en Habsburgse dominantie
In de 15de eeuw kwam in deze ontwikkeling een wending door de opstanden van het stedelijk proletariaat en van de lagere adel die geen belang had om aan de ‘Duitse mode’ mee te doen. Hun Hussitisme was een religieuze en sociale maar bovenal ook nationale revolutie die het Duitse element voorlopig terugdrong, vooral in de steden. Echter niet onder de hoge adel. Deze volgde het koningschap dat nauw verbonden bleef met de hoge adel in het Duitse Rijk en uiteindelijk met de Habsburgers die vanuit Oostenrijk en Beieren hun macht uitbreidden en steeds nadrukkelijker het Duitse keizerschap als een erfelijk recht nastreefden. 
Een tweede religieuze en nationale revolutie brak na twee eeuwen uit. In de Slag op de Witte Berg in 1620 werden de hussieten en lutheranen door de Habsburg-gezinde katholieke partij verslagen. Het Habsburgse huis, kreeg nu erfelijk de Boheemse koningstitel, voorheen een door de Boheemse adel gekozen koningschap, in handen. Voor de adel zelf had dit ingrijpende gevolgen. De verslagen lagere adel die de leiding van de dissidenten op zich had genomen, werd onteigend, als zij zich niet onderwierp en bekeerde. Het onteigende bezit werd  geschonken aan een immigrantenadel van Habsburg-getrouwe edelen uit het overige Duitse Rijk, maar ook uit Noord-Italië en zelfs uit Ierland en Schotland. Dit waren vaak officieren die in het Habsburgse leger hadden gevochten tegen de Tsjechische dissidenten. Dit versterkte het Duitstalige karakter van de Boheemse adel aanzienlijk en sinds die tijd werd zij een integraal deel van de Habsburgse adel, welke  in Oostenrijk, Hongarije, Noord-Italië en Silezië de macht uitoefende. Dat laatstgenoemde gebied zou in de 18de eeuw overigens door Pruisen veroverd worden en daarmee kwam de Silezisch-Boheemse adel daar onder een andere soeverein, de koning van Pruisen. Deze adel kon niet langer Boheems of Oostenrijks genoemd worden.

## Hybride naamgeving
De hybride namen van de adellijke families getuigen van de vermenging van Tsjechen en Duitstaligen door de eeuwen heen. Oude Tsjechische namen kregen een Duitse aanpassing in schrijfwijze en in toevoegingen. Nieuwe Duitse namen burgerden in maar werden ook vaak weer verbonden met Tsjechische namen en in een Tsjechische schrijfwijze weergegeven. De taal van de naam zegt in het algemeen wat over de afkomst van het geslacht omdat het in de 13de en 14de eeuw mode was om adellijke bezittingen met een Duitse naam te benoemen en zo een plaats in te nemen onder de adel van het Duitse Rijk. Na de Hussitische opstanden werd het mode om adellijke namen te tsjechiseren en na de Habsburgse machtsovername hadden Duitse vormen weer de voorkeur. In een aantal gevallen hadden de families bezit in Bohemen en in Saksen, Thüringen, Beieren of Oostenrijk. Soms vertrokken families naar die laatstgenoemde Duitse landen en daar gold dan alleen nog hun Duitse naam.
Op de Duits- c.q. tweetaligheid kwam in 1918 een reactie toen Bohemen het centrum werd van een nieuwe nationale en dominant Tsjechische staat: Tsjecho-Slowakije. De Boheemse adel werd nu als een ondemocratisch en ook on-nationaal element beschouwd, verbonden aan een eeuwenlange Habsburgse onderdrukking van de Tsjechische natie. Zij werd gedeeltelijk onteigend en een aantal families weken uit naar Oostenrijk of Duitsland. In de officiële naamgeving werd na 1918 het Duitse element toch zoveel mogelijk geretoucheerd door het in een taalkundig Tsjechische vorm te gieten. Daarmee werd uiterlijk gesuggereerd dat de geschiedenis van de Boheemse adel een onderdeel van de strikt Tsjechische nationale geschiedenis zou zijn en dat ontkende op die wijze de historisch gevormde en gecompliceerde culturele en nationale gelaagdheid en de verbondenheid aan het Duitse Rijk en de Habsburgse monarchie. Maar als men de rol van adellijke geslachten in de historische literatuur wil nagaan, en de Boheemse adel speelde een grote rol in de geschiedenis van Midden-Europa, is men toch aangewezen op deze namen van vóór 1918, ondanks dat ze in het huidige Tsjechië en in de Tsjechische literatuur als nationaal incorrect worden vermeden en zijn vervangen door correct-Tsjechische namen, althans namen met een Tsjechisch correcte schrijf- en spellingswijze. Daarom is in de lijst ook wel een oudere naam weergegeven.
De uiterlijke aanpassing kreeg een vervolg na 1945 toen de Boheemse adel geheel werd onteigend en, voor zover zij Duitstalig was, als landverrader is uitgewezen volgens de Beneš-decreten die de Sudeten-Duitsers als collectief werden opgelegd.     
De onderstaande lijst van adellijke geslachten is onvolledig. Veel geslachten zijn uitgestorven, dat wil zeggen in andere families opgegaan. Maar de lijst geeft wel een representatief beeld van de situatie vóór 1918. Daarna en definitief na 1945 verloor de Boheemse adel zijn positie, bezit en inkomstenbronnen. De meeste families verdwenen naar Oostenrijk en Duitsland. Na 1990 kwamen enkelen terug, op grond van hun goede relaties met de nieuwe post-communistische regering. Na het afleggen van een nationaal (taal)examen konden zij het Tsjechische staatsburgerschap en via juridische procedures een deel van hun verloren bezit terugkrijgen. De bekendste is de familie Schwarzenberg, die na 1945 uitweek naar Duitsland en Oostenrijk. Een van hun telg, Karel Schwarzenberg (Švarzmberk), kon na 1990 teruggaan en via zijn goede relatie met de toenmalige regering werd hij enige tijd minister van Buitenlandse Zaken van de Tsjechische Republiek.

## Lijst van adellijke families
Voorzetsel 'von', minst of later gebruikte tussen haken toegevoegd. De meest gebruikte vorm - soms Tsjechisch, soms Duits - is vooropgezet. Daaruit spreekt ook voorkeur van de naamdragers zelf. Na 1945 werden in Bohemen (Tsjechië) alleen nog de politiek correcte Tsjechische vormen gebruikt. Italiaanse, Franse en Schotse namen onttrokken zich aan deze nationale tegenstellingen.
| - z Aichelburka (von Aichelburg) - Althann - Bavorové z Strakonice (Bawor von Strakonitz) - Breitenberg (Breitenberk) - Belcredy - Berka z Dubé (Berka von Dauba und Leipa, ook: Berken von der Duba) - Bieberstein - Biesenroth - Bořkové-Dohalští - Budovec z Budova (Budowetz) - Buquoy - Častolowitz - Chorinsky - Chotek von Chotkow und Wognin - Choustnik - Cimburg - Clam-Gallas - Clary und Aldringen - Coreth zu Coredo und Starkenberg - Czernin von und zu Chudenitz - Colloredo-Mansfeldové (Colloredo-Mansfeld) - Czernin - Chotkové - Deymové - Dobřenští - Dohna - Dražice - Eggenberg (Eggenberk) - Eissner von und zu Eisenstein - Fahrensbach - Feuerstein von Feuersteinsberg - Filípkové - Fürstenberg (Furstenberk) - Glaubitz - Goßler - Götzen - Hildprandtové (Hildebrand) - Hannig (Vladiken) - Harbuval-Chamaré - Harrach - Hartig - Herberstein - Herzan von Harras - Herzogenberg - Neuhaus - Hirschstein - Hlávka - Hochberg - Holleb - Hrabischitz - Hrobschitz - Jankovský z Vlašimi - Janowsky z Janowicz a Klenowyho (Janowski von Janowitz zu Cleynowo) - Jesenští - Kaunitz - Keuschburg - Kinsky (Kinsky von Wchinitz und Tettau) - Klebelsberg - Kálnokyové - Kinští - Kolowrat - Kostka von Postupitz - Kotz von Dobrz - Kounicové - Kraiger von Kraigk - z Kravař - z Kunštátu (von Kunstadt) - Kropáčové z Nevědomí - Landstein (Landstejn) - Lannové - Ledec von Ritschan - Leipa - Lenk von Wolfsberg - Lev von Rosental - Lichtenburg - Lichtenštejnové (Huis Liechtenstein) - Liechtenstein-Kastelkorn - Lichnowski - z Lipé - Lobkowicz (von Lobkowitz) - Logothetti Magnis - Malowetz - Martinic (Martinitz) - Matuschka - Michna von Vacínov - z Mitrovic (von Mitrowitz) - Mladota von Solopisk - Mratsch von Dauba - Neubergové (von Neuberg) - Nostitz - Notthafft - Nosticové - Oppersdorff - Osovský von Doubravitz - Osterberg - Paarové - Pannwitz - Parishové - Pechanec von Kralowitz - Pergler von Perglas - Pernstein - Pflugk von Rab(en)stein (Pluh z Rab(s)steyna) - Pilgram - z Poděbrad - Přemyslovci (het uitgestorven Boheemse koningshuis) - Purkyně - Rausch von Rauschenbach - Reinsberg - Riesenberg - Ringhofferové (Ringhoffer) - Ritschl von Hartenbach - Rohanové - Ronovci - Ronow und Biberstein - Rozmberk (von Rosenberg) - z Rýzmburka (von Riesenburg) - Slavník - Smiřičt - Sahrer von Sahr - Schirnding - Schlick (Šlik) - Schönberg - Schönburg (hoge rijksadel ook Schumburg; z Šumburk) - Slavata von Chlum und Koschuberg - Huis Schwarzenberg (Švarzmberk) - Sparneck - Šporkové (von Sporck) - Stadl - Steinbach von Kranichstein - Šternberkové (von Sternberg) - Stubenberg - Švamberkové (von Schwanberg) - Thun-Hohenstein - Thurn (und Taxis) - Thurzo - Tieschowitz von Tieschowa - Trautenberg - Tschelechowitz von Kralowitz - Trautmannsdorf - Tschirschky - Tworkau - Unruh - Vrtba - Waldstein (ook: Wallenstein, Valdšteín) - Vítkovci (von Witkowitz) - z Vlašime - Vršovci - Wallis von Carrighmain - Wartenberg - Wiedersperger von Wiedersperg - Windisch-Graetz - Wirsberg - Würben - Zajíc von Hasenburg - Zázadský von Gamsendorf - Zedwitzové (von Zedwitz) - Zierotin - Zmrzlik von Schweissing |

## bibliografie
- Roman von Procházka: Genealogisches Handbuch erloschener böhmischer Herrenstandsfamilien, Neustadt an der Aisch 1973, ISBN 3-7686-5002-2
- V. Press, Adel in den Österreichisch-böhmischen Erblanden und im Reich zwischen dem 15. und 17. Jahrhundert, in: Adel im Wandel: Politik-Kultur-Konfession 1500-1700, Wenen 1990.
- J. Pánek, The Nobility in the Czech Lands 1550-1650, In: E. Fuĉikova et.al, Rudolf II and Prague, blz. 270-287, Praag (katalogus) 1997.